# Preignan
Preignan (Prenhan en gascon) est une commune française située dans le centre du département du Gers en région Occitanie. Sur le plan historique et culturel, la commune est dans le Pays d'Auch, un territoire céréalier et viticole qui s'est également constitué en pays au sens aménagement du territoire en 2003.
Exposée à un climat océanique altéré, elle est drainée par le Gers, l'Arçon et par divers autres petits cours d'eau. La commune possède un patrimoine naturel remarquable composé d'une zone naturelle d'intérêt écologique, faunistique et floristique.
Preignan est une commune rurale qui compte 1 217 habitants en 2022, après avoir connu une forte hausse de la population depuis 1968. Elle fait partie de l'aire d'attraction d'Auch. Ses habitants sont appelés les Preignanais ou  Preignanaises.

## Géographie

### Localisation
Preignan est une commune de Gascogne située dans l'aire d'attraction d'Auch.

### Communes limitrophes
Les communes limitrophes sont  Auch, Mirepoix, Montaut-les-Créneaux, Roquelaure et Sainte-Christie.
|            | Sainte-Christie | Mirepoix             |
| Roquelaure | Preignan        |                      |
| Auch       |                 | Montaut-les-Créneaux |

### Géologie et relief
Preignan se situe en zone de sismicité 1 (sismicité très faible).

### Hydrographie

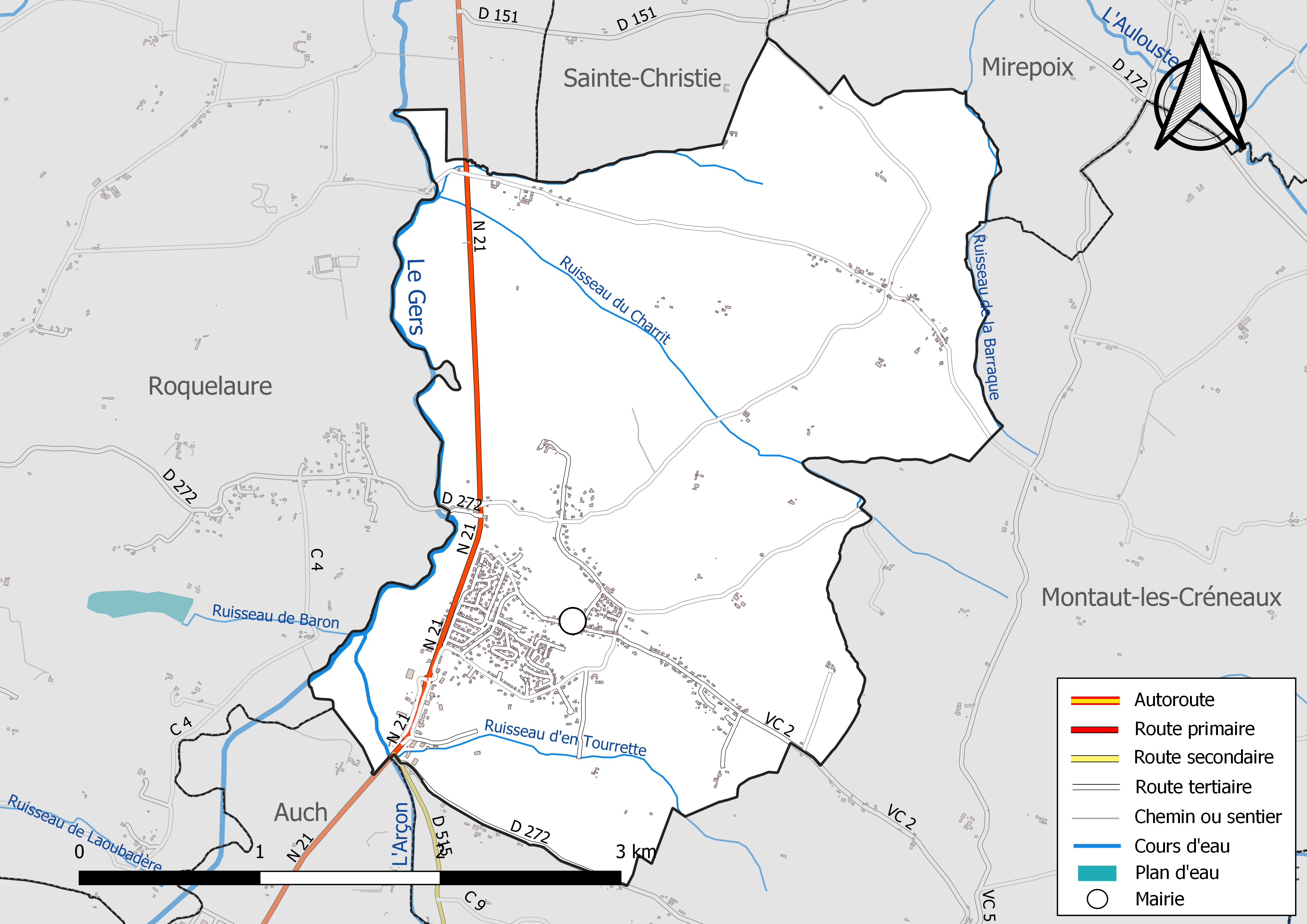
Réseaux hydrographique et routier de Preignan.

La commune est dans le bassin de la Garonne, au sein du bassin hydrographique Adour-Garonne. Elle est drainée par le Gers, l'Arçon, le ruisseau de Baron, le ruisseau de la Barraque, le ruisseau d'en Tourrette, le ruisseau du Charrit et par un petit cours d'eau, qui constituent un réseau hydrographique de 11 km de longueur totale,.
Le Gers, d'une longueur totale de 175,4 km, prend sa source dans la commune de Lannemezan et s'écoule vers le nord. Il traverse la commune et se jette dans la Garonne à Layrac, après avoir traversé 47 communes.
L'Arçon, d'une longueur totale de 18,1 km, prend sa source dans la commune d'Auterive et s'écoule vers le nord. Il traverse la commune et se jette dans le Gers sur le territoire communal, après avoir traversé 8 communes.

### Climat
Pour des articles plus généraux, voir Climat de l'Occitanie et Climat du Gers.
En 2010, le climat de la commune est de type climat océanique dégradé des plaines du Centre et du Nord, selon une étude s'appuyant sur une série de données couvrant la période 1971-2000. En 2020, Météo-France publie une typologie des climats de la France métropolitaine dans laquelle la commune est exposée à un climat océanique altéré et est dans la région climatique Aquitaine, Gascogne, caractérisée par une pluviométrie abondante au printemps, modérée en automne, un faible ensoleillement au printemps, un été chaud (19,5 °C), des vents faibles, des brouillards fréquents en automne et en hiver et des orages fréquents en été (15 à 20 jours).
Pour la période 1971-2000, la température annuelle moyenne est de 13,3 °C, avec une amplitude thermique annuelle de 15,6 °C. Le cumul annuel moyen de précipitations est de 757 mm, avec 9,8 jours de précipitations en janvier et 6 jours en juillet. Pour la période 1991-2020, la température moyenne annuelle observée sur la station météorologique la plus proche, située sur la commune d'Auch à 8 km à vol d'oiseau, est de 13,5 °C et le cumul annuel moyen de précipitations est de 695,8 mm,. Pour l'avenir, les paramètres climatiques de la commune estimés pour 2050 selon différents scénarios d’émission de gaz à effet de serre sont consultables sur un site dédié publié par Météo-France en novembre 2022.

### Milieux naturels et biodiversité

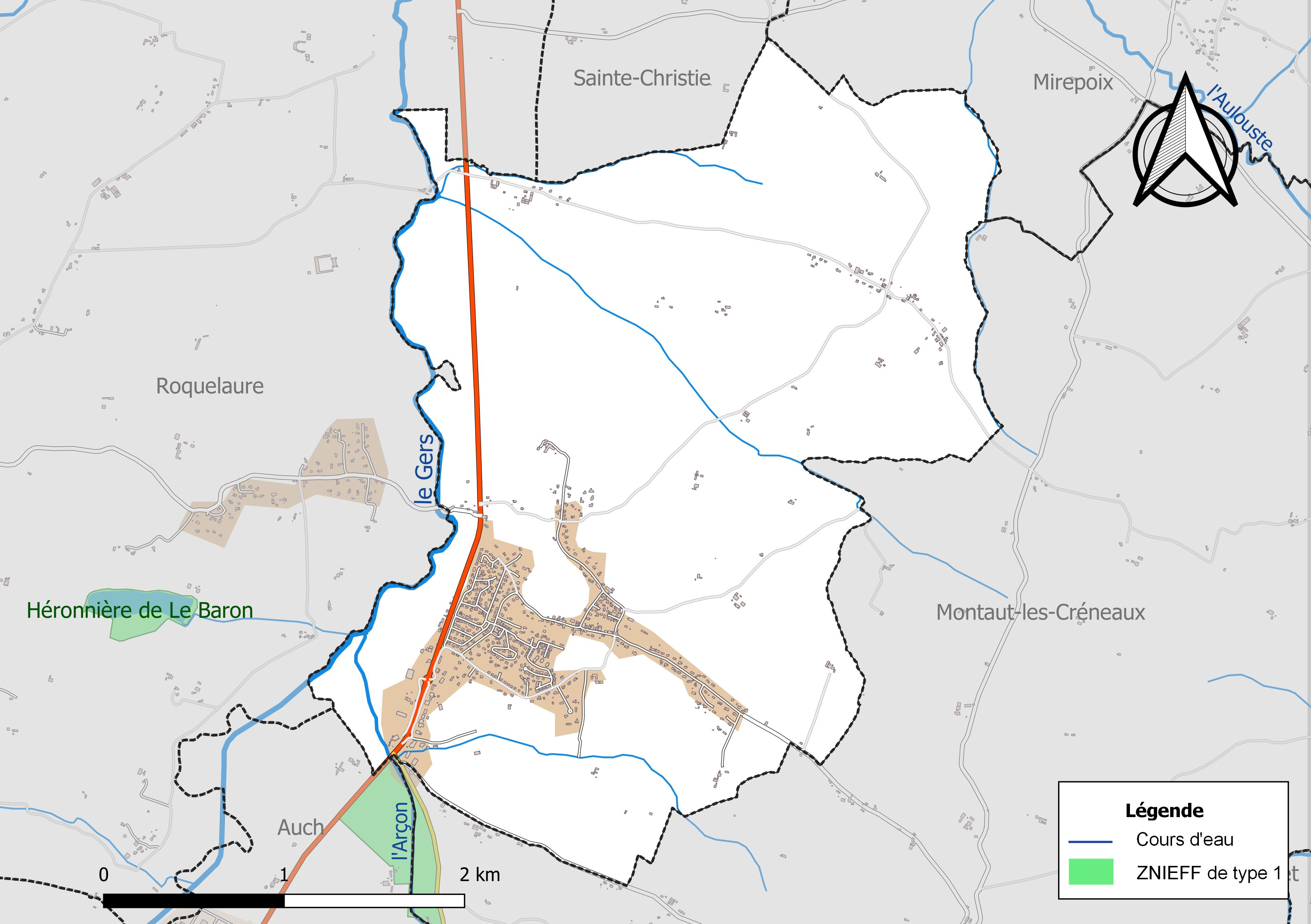
Carte de la ZNIEFF de type 1 localisée sur la commune.

L’inventaire des zones naturelles d'intérêt écologique, faunistique et floristique (ZNIEFF) a pour objectif de réaliser une couverture des zones les plus intéressantes sur le plan écologique, essentiellement dans la perspective d’améliorer la connaissance du patrimoine naturel national et de fournir aux différents décideurs un outil d’aide à la prise en compte de l’environnement dans l’aménagement du territoire.
Une ZNIEFF de type 1 est recensée sur la commune :
les « prairies et mares de bord de l'Arçon » (60 ha), couvrant 4 communes du département.

## Urbanisme

### Typologie
Au 1er janvier 2024, Preignan est catégorisée bourg rural, selon la nouvelle grille communale de densité à sept niveaux définie par l'Insee en 2022.
Elle est située hors unité urbaine. Par ailleurs la commune fait partie de l'aire d'attraction d'Auch, dont elle est une commune de la couronne,. Cette aire, qui regroupe 112 communes, est catégorisée dans les aires de 50 000 à moins de 200 000 habitants,.

### Occupation des sols
L'occupation des sols de la commune, telle qu'elle ressort de la base de données européenne d’occupation biophysique des sols Corine Land Cover (CLC), est marquée par l'importance des territoires agricoles (88,8 % en 2018), en diminution par rapport à 1990 (93 %). La répartition détaillée en 2018 est la suivante : 
terres arables (64,7 %), zones agricoles hétérogènes (14 %), prairies (10,2 %), zones urbanisées (8,5 %), milieux à végétation arbustive et/ou herbacée (2,6 %), forêts (0,1 %). L'évolution de l’occupation des sols de la commune et de ses infrastructures peut être observée sur les différentes représentations cartographiques du territoire : la carte de Cassini (XVIIIe siècle), la carte d'état-major (1820-1866) et les cartes ou photos aériennes de l'IGN pour la période actuelle (1950 à aujourd'hui).

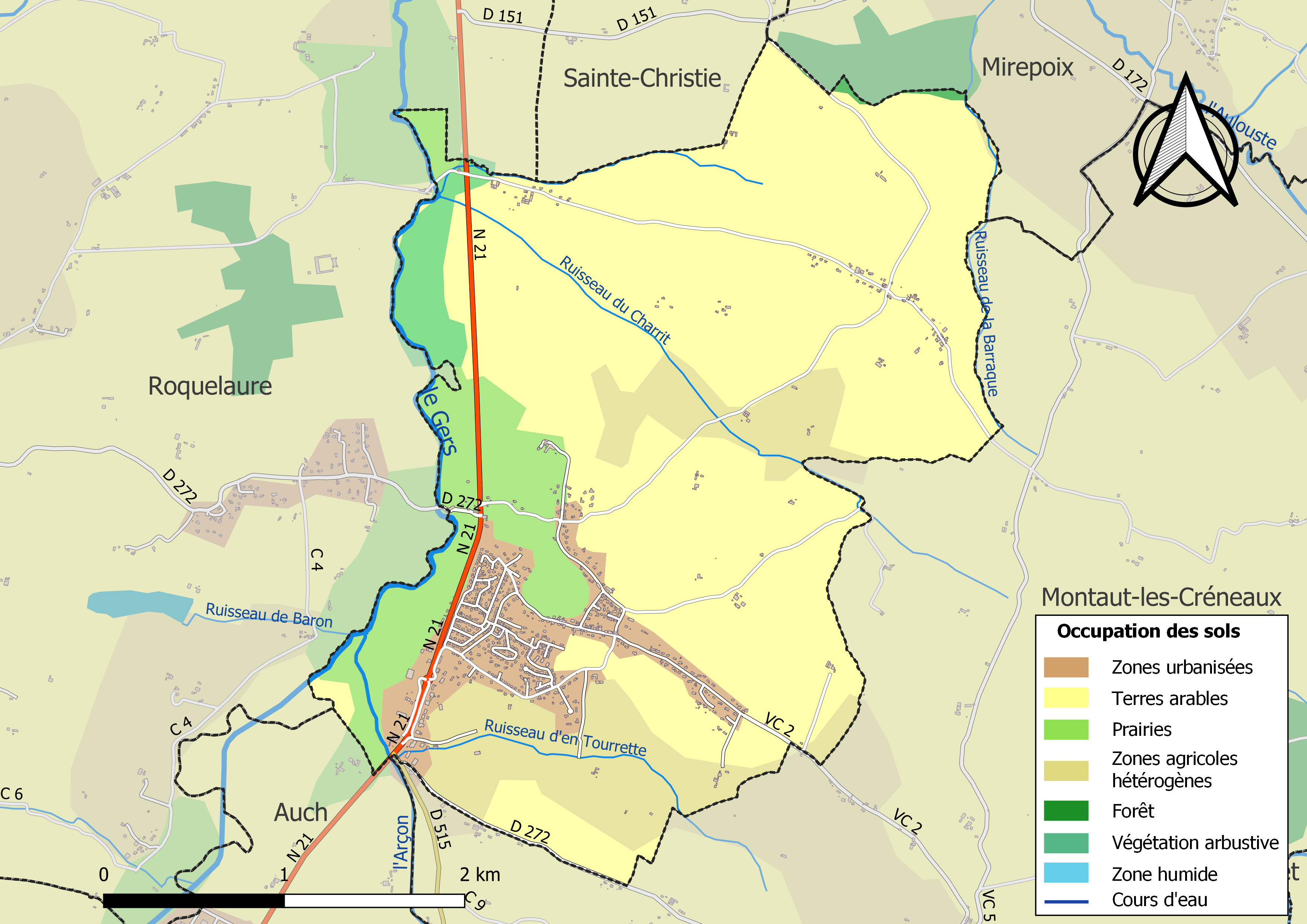
Carte des infrastructures et de l'occupation des sols de la commune en 2018 (CLC).

### Voies de communication et transports
La ligne 932 du réseau liO relie la commune à la gare d'Auch et à la gare d'Agen.

### Risques majeurs
Le territoire de la commune de Preignan est vulnérable à différents aléas naturels : météorologiques (tempête, orage, neige, grand froid, canicule ou sécheresse), inondations et séisme (sismicité très faible). Il est également exposé à un risque technologique, le transport de matières dangereuses. Un site publié par le BRGM permet d'évaluer simplement et rapidement les risques d'un bien localisé soit par son adresse soit par le numéro de sa parcelle.

#### Risques naturels
Certaines parties du territoire communal sont susceptibles d’être affectées par le risque d’inondation par débordement de cours d'eau, notamment le Gers et l'Arçon. La cartographie des zones inondables en ex-Midi-Pyrénées réalisée dans le cadre du XIe Contrat de plan État-région, visant à informer les citoyens et les décideurs sur le risque d’inondation, est accessible sur le site de la DREAL Occitanie. La commune a été reconnue en état de catastrophe naturelle au titre des dommages causés par les inondations et coulées de boue survenues en 1999, 2000, 2003, 2008, 2009, 2013 et 2020,.

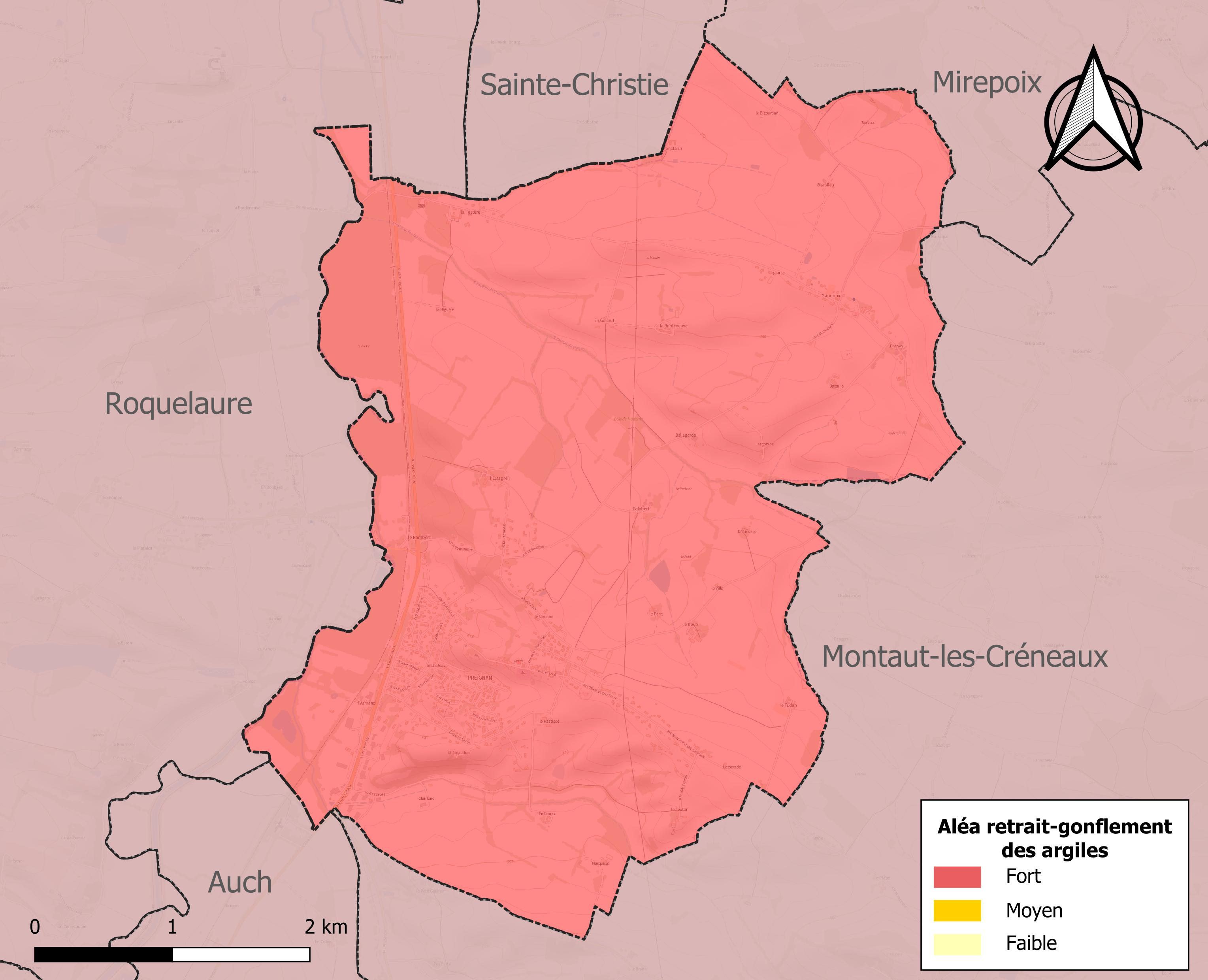
Carte des zones d'aléa retrait-gonflement des sols argileux de Preignan.

Le retrait-gonflement des sols argileux est susceptible d'engendrer des dommages importants aux bâtiments en cas d’alternance de périodes de sécheresse et de pluie. La totalité de la commune est en aléa moyen ou fort (94,5 % au niveau départemental et 48,5 % au niveau national). Sur les 507 bâtiments dénombrés sur la commune en 2019, 507 sont en aléa moyen ou fort, soit 100 %, à comparer aux 93 % au niveau départemental et 54 % au niveau national. Une cartographie de l'exposition du territoire national au retrait gonflement des sols argileux est disponible sur le site du BRGM,.
Par ailleurs, afin de mieux appréhender le risque d’affaissement de terrain, l'inventaire national des cavités souterraines permet de localiser celles situées sur la commune.
Concernant les mouvements de terrains, la commune a été reconnue en état de catastrophe naturelle au titre des dommages causés par la sécheresse en 1989, 1993, 1998, 2002, 2003, 2007, 2011 et 2016 et par des mouvements de terrain en 1999.

#### Risques technologiques
Le risque de transport de matières dangereuses sur la commune est lié à sa traversée par des infrastructures routières ou ferroviaires importantes ou la présence d'une canalisation de transport d'hydrocarbures. Un accident se produisant sur de telles infrastructures est en effet susceptible d’avoir des effets graves au bâti ou aux personnes jusqu’à 350 m, selon la nature du matériau transporté. Des dispositions d’urbanisme peuvent être préconisées en conséquence.

## Histoire
En 1821, la commune de Gaudoux est fusionnée au sein de Preignan.

## Politique et administration

### Liste des maires
| Période                                  | Période         | Identité                   | Étiquette | Qualité |
| ---------------------------------------- | --------------- | -------------------------- | --------- | --- |
| Les données manquantes sont à compléter. |                 |                            |           | |
| 1953                                     | 1983            | Robert Capdeville          |           | |
| mars 1983                                | 2007            | Pierre Lasserre            | PS        | Viticulteur Conseiller général d'Auch-Nord-Ouest (1979 → 1985 et 1998 → 2015) Vice-président du conseil général Démissionnaire |
| 2007                                     | 20 février 2023 | Pascal Mercier (1953-2023) | PS        | Directeur d'établissement médico-social retraité Président de la CA Grand Auch Cœur de Gascogne (2020 → 2023) Démissionnaire   |
| 6 mars 2023                              | En cours        | Jérôme Lasserre            | PS        | Responsable de base opérationnelle Enedis                                                                                      |

### Jumelages
- Corral de Calatrava (Espagne) (Castilla Mancha) depuis le 17 mai 1997,
- Vic-Fezensac (France) depuis le 21 avril 2009

## Démographie
| 1793 | 1800 | 1806 | 1821 | 1831 | 1841 | 1846 | 1851 | 1856 |
| ---- | ---- | ---- | ---- | ---- | ---- | ---- | ---- | ---- |
| 232  | 192  | 224  | 218  | 346  | 296  | 298  | 307  | 302  |

| 1861 | 1866 | 1872 | 1876 | 1881 | 1886 | 1891 | 1896 | 1901 |
| ---- | ---- | ---- | ---- | ---- | ---- | ---- | ---- | ---- |
| 298  | 306  | 277  | 253  | 255  | 250  | 234  | 235  | 235  |

| 1906 | 1911 | 1921 | 1926 | 1931 | 1936 | 1946 | 1954 | 1962 |
| ---- | ---- | ---- | ---- | ---- | ---- | ---- | ---- | ---- |
| 217  | 223  | 190  | 284  | 240  | 249  | 234  | 217  | 188  |

| 1968 | 1975 | 1982 | 1990 | 1999 | 2005  | 2006  | 2010  | 2015  |
| ---- | ---- | ---- | ---- | ---- | ----- | ----- | ----- | ----- |
| 183  | 312  | 499  | 793  | 961  | 1 015 | 1 015 | 1 248 | 1 287 |

| 2020  | 2022  | - | - | - | - | - | - | - |
| ----- | ----- | - | - | - | - | - | - | - |
| 1 237 | 1 217 | - | - | - | - | - | - | - |

## Économie

### Revenus
En 2018  (données Insee publiées en septembre 2021), la commune compte 525 ménages fiscaux, regroupant 1 252 personnes. La médiane du revenu disponible par unité de consommation est de 23 030 € (20 820 € dans le département).

### Emploi
|                | 2008  | 2013  | 2018  |
| -------------- | ----- | ----- | ----- |
| Commune        | 5,9 % | 9,1 % | 5,8 % |
| Département    | 6,1 % | 7,5 % | 8,2 % |
| France entière | 8,3 % | 10 %  | 10 %  |

En 2018, la population âgée de 15 à 64 ans s'élève à 741 personnes, parmi lesquelles on compte 81 % d'actifs (75,2 % ayant un emploi et 5,8 % de chômeurs) et 19 % d'inactifs,. Depuis 2008, le taux de chômage communal (au sens du recensement) des 15-64 ans est inférieur à celui de la France et du département.
La commune fait partie de la couronne de l'aire d'attraction d'Auch, du fait qu'au moins 15 % des actifs travaillent dans le pôle,. Elle compte 244 emplois en 2018, contre 260 en 2013 et 255 en 2008. Le nombre d'actifs ayant un emploi résidant dans la commune est de 564, soit un indicateur de concentration d'emploi de 43,3 % et un taux d'activité parmi les 15 ans ou plus de 59,9 %.
Sur ces 564 actifs de 15 ans ou plus ayant un emploi, 76 travaillent dans la commune, soit 13 % des habitants. Pour se rendre au travail, 91,5 % des habitants utilisent un véhicule personnel ou de fonction à quatre roues, 0,9 % les transports en commun, 2,9 % s'y rendent en deux-roues, à vélo ou à pied et 4,7 % n'ont pas besoin de transport (travail au domicile).

### Activités hors agriculture

#### Secteurs d'activités
89 établissements sont implantés  à Preignan au 31 décembre 2019. Le tableau ci-dessous en détaille le nombre par secteur d'activité et compare les ratios avec ceux du département,.
| Secteur d'activité                                                                                        | Commune | Commune | Département |
| Secteur d'activité                                                                                        | Nombre  | %       | %           |
| --- | ------- | ------- | ----------- |
| Ensemble                                                                                                  | 89      | 100 %   | (100 %)     |
| Industrie manufacturière, industries extractives et autres                                                | 4       | 4,5 %   | (12,3 %)    |
| Construction                                                                                              | 18      | 20,2 %  | (14,6 %)    |
| Commerce de gros et de détail, transports, hébergement et restauration                                    | 33      | 37,1 %  | (27,7 %)    |
| Information et communication                                                                              | 1       | 1,1 %   | (1,8 %)     |
| Activités financières et d'assurance                                                                      | 2       | 2,2 %   | (3,5 %)     |
| Activités immobilières                                                                                    | 3       | 3,4 %   | (5,2 %)     |
| Activités spécialisées, scientifiques et techniques et activités de services administratifs et de soutien | 8       | 9 %     | (14,4 %)    |
| Administration publique, enseignement, santé humaine et action sociale                                    | 13      | 14,6 %  | (12,3 %)    |
| Autres activités de services                                                                              | 7       | 7,9 %   | (8,3 %)     |

Le secteur du commerce de gros et de détail, des transports, de l'hébergement et de la restauration est prépondérant sur la commune puisqu'il représente 37,1 % du nombre total d'établissements de la commune (33 sur les 89 entreprises implantées  à Preignan), contre 27,7 % au niveau départemental.

#### Entreprises et commerces
L'entreprise ayant son siège social sur le territoire communal qui génère le plus de chiffre d'affaires en 2020 est :  Schedio, activités des sièges sociaux (80 k€).

### Agriculture
La commune est dans le « Haut-Armagnac », une petite région agricole occupant le centre du département du Gers. En 2020, l'orientation technico-économique de l'agriculture  sur la commune est la culture de céréales et/ou d'oléoprotéagineuses.
|               | 1988 | 2000 | 2010 | 2020 |
| ------------- | ---- | ---- | ---- | ---- |
| Exploitations | 30   | 19   | 15   | 12   |
| SAU (ha)      | 968  | 915  | 811  | 786  |

Le nombre d'exploitations agricoles en activité et ayant leur siège dans la commune est passé de 30 lors du recensement agricole de 1988  à 19 en 2000 puis à 15 en 2010 et enfin à 12 en 2020, soit une baisse de 60 % en 32 ans. Le même mouvement est observé à l'échelle du département qui a perdu pendant cette période 51 % de ses exploitations,. La surface agricole utilisée sur la commune a également diminué, passant de 968 ha en 1988 à 786 ha en 2020. Parallèlement la surface agricole utilisée moyenne par exploitation a augmenté, passant de 32 à 66 ha.

## Culture locale et patrimoine

### Lieux et monuments
- Château vestiges d'un château-fort (les vestiges d'une tour, de la muraille et des anciens fossés).
- Château de la Tèstère privé
- Chartreuse du Pastissé, où vécut le général Dessolle.
- Église romane Saint-Étienne de Preignan, remaniée au XVIe siècle ; le retable en bois doré (restauré récemment) date du XVIIe siècle.
- Église Saint-Roch de Gaudoux.

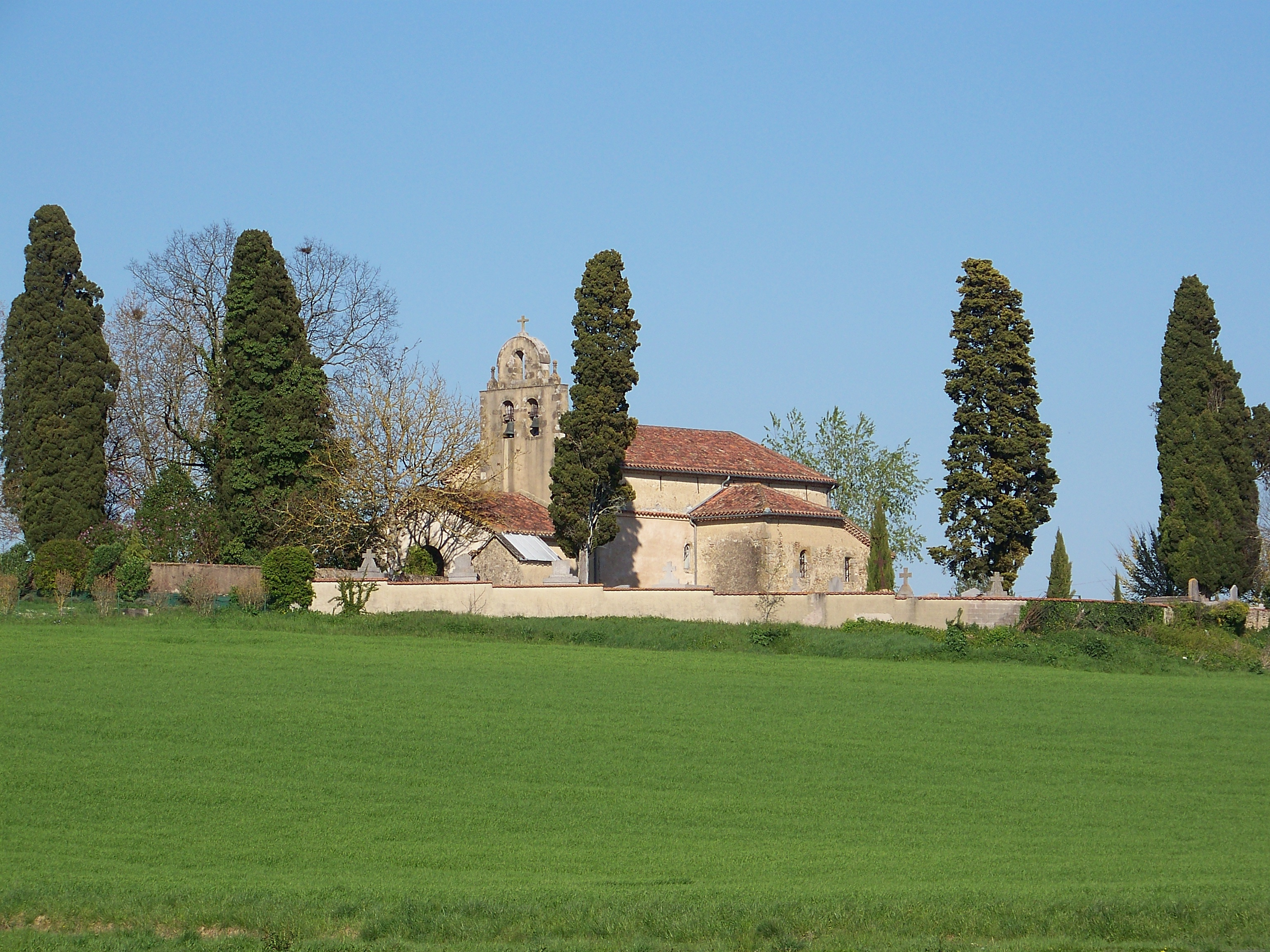
L'église de Preignan, vue du chemin de Forman.
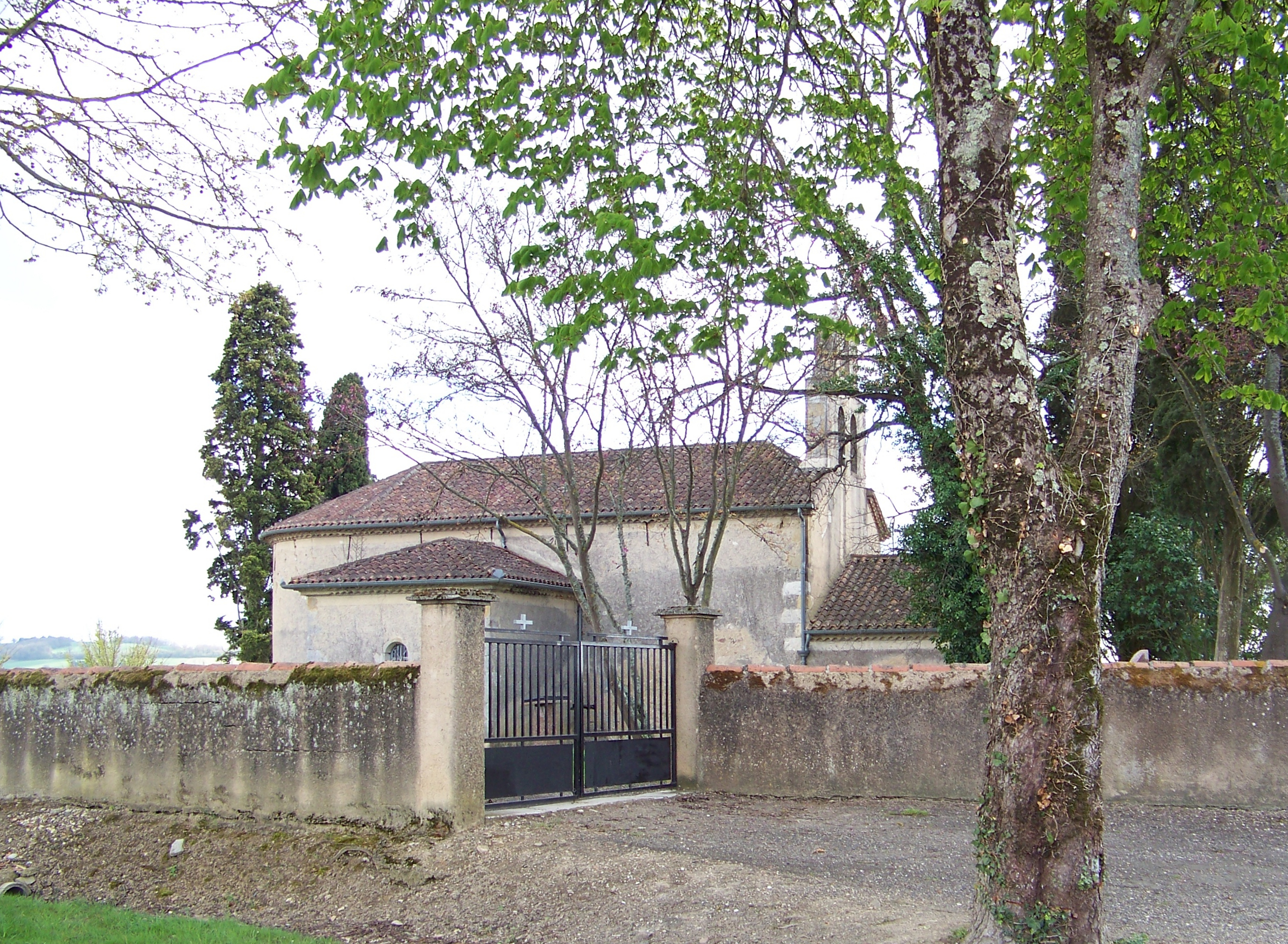
L'église de Preignan, depuis la route de Montaut-les-Créneaux.
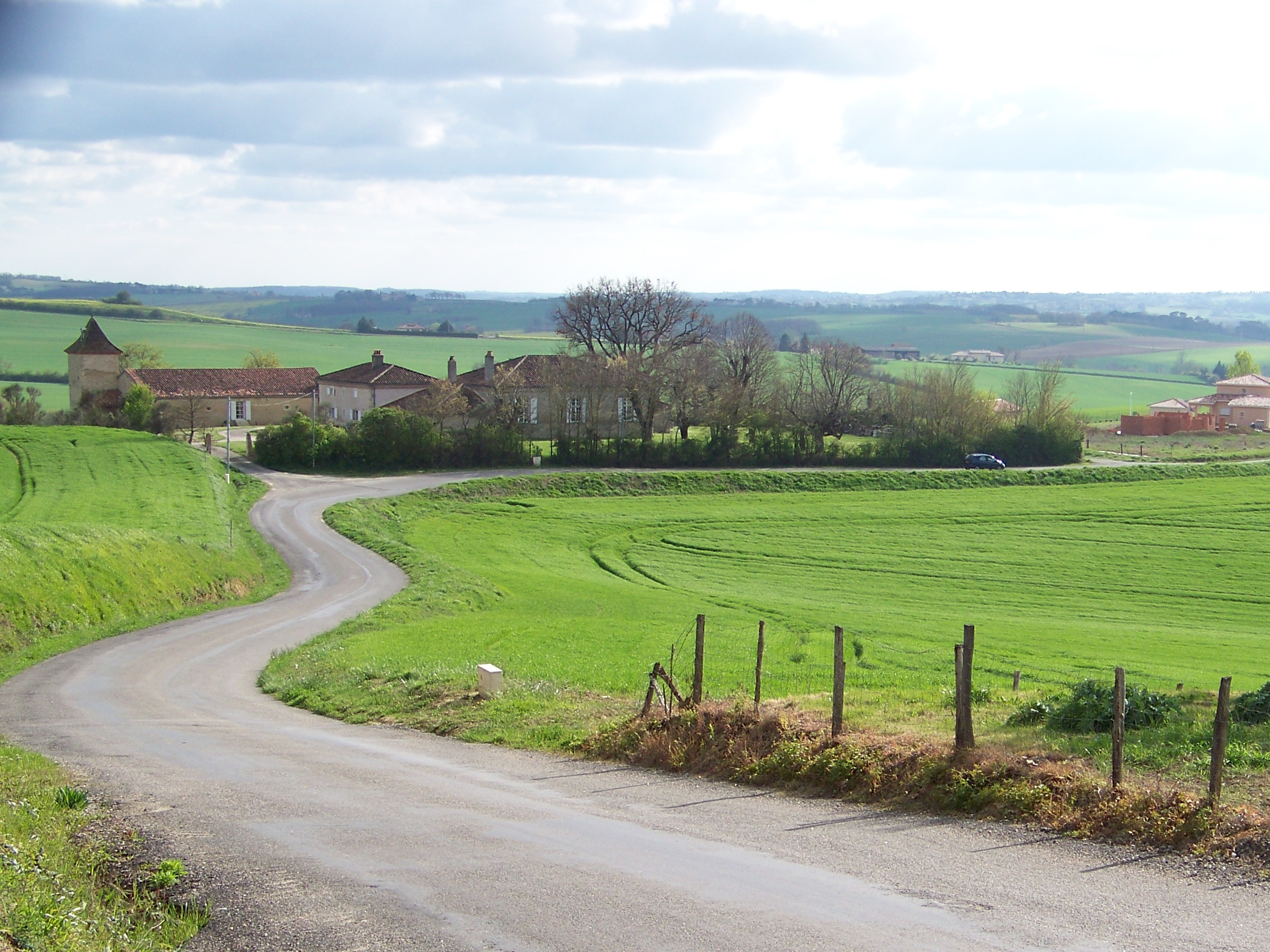
La chartreuse du Pastissé, chemin de Forman, Preignan.

### Personnages célèbres
- Jean Joseph Dessolles (1767-1828)
- Antoine de Roquelaure (1543-1625)

### Héraldique
| Blason de Preignan | Blason  | De gueules à la croix d'argent chargée en coeur d'un lion de gueules et cantonnée de quatre colonnes brisées d'or. |
| Blason de Preignan | Détails | Adopté le 5 février 2020 (Dessiné par Jean-Paul Fernon).                                                           |